# Perkáta
Perkáta est une commune de Hongrie, située dans le département de Fejér.